# تویو میاتاکه

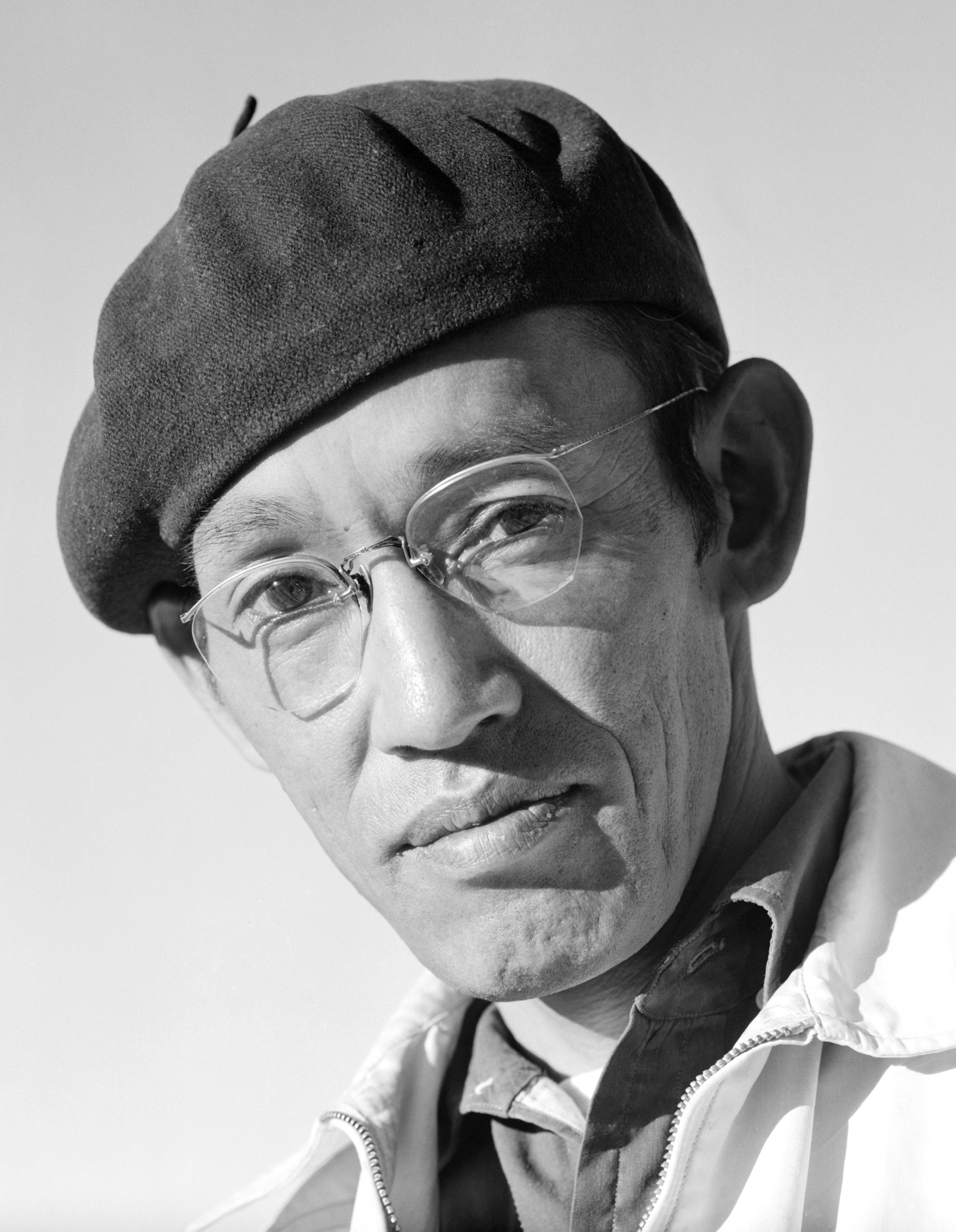
تویو میاتاکه، عکس از انسل آدامز.

تویو میاتاکه (TOYO Miyatake) (تولد ۱۸۹۶ - فوت ۱۹۷۹)، یک عکاس ژاپنی آمریکایی، که در ژانر مستند اجتماعی کار می‌کرد. او بهترین عکس‌های خود را از زندگی مهاجرین ژاپنی، در آمریکا تهیه کرد. عکس‌های میاتاکه که در طول جنگ دوم جهانی از اردوگاه مانزانار (Manzanar) در کالیفرنیا تهیه شده بود، شهرت جهانی یافت.

## زندگی
تویو میاتاکه در سال ۱۸۹۶ در کاگاوا (Kagawa) شیکوکو (Shikoku) ژاپن متولد شد. او برای پیوستن به پدر خود در سال ۱۹۰۹ به ایالات متحده مهاجرت کرد و در بخش توکیوی کوچک لس آنجلس، در کالیفرنیا مستقر شد.